# Championnats d'Europe de Star 1964
Navigation
Édition précédente Édition suivante
Les championnats d'Europe de Star 1964 sont la vingt-cinquième édition des championnats d'Europe de Star, une compétition internationale de sport nautique sous l'égide de la Fédération internationale de voile (ISAF). Le Star est un voilier utilisée dans les épreuves de voile des Jeux olympiques de 1932 à 1972 puis de 1980 à 2012.
L'édition 1964 se tient dans la ville française de Marseille et elle est remportée par le duo soviétique Timir Pinegin-Fyodor Shutkov, champion olympique de la discipline aux JO 1960.

## Palmarès
| Vainqueurs                      | Finalistes                       | Troisième place             |
| ------------------------------- | -------------------------------- | --------------------------- |
| Timir Pinegin et Fyodor Shutkov | Duarte Bello et Manuel Ricciardi | Edwin Bernet et Rolf Amrein |